# Zuckmayer-Schule
Die Zuckmayer-Schule ist eine Integrierte Sekundarschule im Berliner Ortsteil Neukölln im Rollbergkiez.

## Geschichte und Beschreibung
In der Kopfstraße hatte sich in den 1930er Jahren ein Komplex aus Schule und der Schulverwaltung des Neuköllner Bezirksamts angesiedelt.
Das Schulgebäude entlang der Kopfstraße beherbergte ab den 1970er Jahren die Zuckmayer-Oberschule und im gleichen Gebäude eine Abendschule sowie eine Schule für Geistesbehinderte (1985: Kielhornschule), Adresse Kopfstr. 53.
Die Schule ist mittlerweile eine Integrierte Sekundarschule ohne gymnasiale Oberstufe. Der Lernschwerpunkt liegt auf einer verstärkten Ausprägung sprachlicher Kompetenzen (BISS-Sprachbildungszertifikat) und der Ausrichtung auf ein berufsorientiertes Schulbild, besonders durch Hilfeleistungen beim Weg in die Berufswelt. Sprachunterricht wird für die Fremdsprachen Englisch, Französisch und türkisch durchgeführt. Die in der Infobox angegebenen Zahlen zu Schülern und Lehrern schwankten über die verschiedenen Schuljahre erheblich, Anfang der 2010er Jahre besuchten schon einmal 557 Kinder/Jugendliche die Einrichtung und 60 Pädagogen waren hier tätig.
Benannt wurde die Bildungseinrichtung nach dem Autor Carl Zuckmayer.

## Lehr- und Freizeitangebote
Außer dem bereits genannten Sprachunterricht gehören auch Lerngruppen für Neuzugänge ohne Deutschkenntnisse zum Angebot und es findet ein teilgebundener Ganztagsbetrieb (TGB) statt. Der Unterricht ist nach dem Blockstundenmodell organisiert. Des Weiteren gibt es einen Multimediaraum, eine Lehrküche, eine Holzwerkstatt und einen Nähraum. Die Arbeitsgemeinschaften (AG) Theater, Schulband und Mediengestaltung inklusive Programmierung/Webgestaltung komplettieren die Lern- und Beschäftigungsmöglichkeiten.

## Architektur
Das Schulgebäude ist ein Ensemble aus einem historischen dreieinhalbetagigen Backsteinbau mit einem in Stil und Material angepassten vieretagigen Neubau, alle sind unverputzt. Der historische Schulbau ist zugleich auch Haupteingang und er zeigt noch die früher übliche Trennung zwischen Eingang für Mädchen und Eingang für Knaben. Zusammen bilden die Baukörper eine Dreiflügelanlage, dessen Mittelteil mit einer Länge von zirka 67 m entlang der Neuwedeller Straße steht. Der Südflügel ist nur ein kurzer Stummel. Die Bauteile umgrenzen einen begrünten Schulhof.